# ولادیمیر الکساندروف
ولادیمیر والنتینویچ الکساندروف (روسی: Владимир Валентинович Александров؛ زاده ۱۹۳۸ - ناپدیدشده ۱۹۸۵) یک فیزیک‌دان اهل روسیه بود.